# Skautská stezka
Skautská stezka je pomocný materiál při skautské výchově, pomáhající rozvoji a seberozvoji skautů v České republice. Jedná se o sešitek se seznamem úkolů, znalostí, kompetencí a dovedností, které by měl skaut určité věkové kategorie ovládat. Splnění bodu se obvykle potvrzuje třemi podpisy (vlastním, svědka a vedoucího). Snahou stezky je všestranný rozvoj osobnosti v různých oblastech (osobní, skautské, občanské, ekologické, sociální...). Stezka se dle věku a vyspělosti skauta dělí na stupně. Za splněný celý stupeň stezky získává skaut nášivku či odznáček na kroj. Používání stezky není povinné a mnohé oddíly s ní nepracují, popř. mají stezky vlastní, tzv. novou stezku platnou od roku 2008 používá při své činnosti více než polovina oddílů. 

## Verze skautské stezky
Pro mladší členy jsou určeny stezka vlčat a stezka (cestička) světlušek. Před rokem 1994 nebyla podoba skautské stezky ujednocena a každý oddíl (používal-li vůbec stezku) měl vlastní verzi.

### Stará stezka
V České republice se od roku 1994 (1997) používala "Stezka skautů a skautek". Dělila se na 3 části - Nováček, 1. stupeň a 2. stupeň. Splnění bodu podepisoval skautovi rádce či vůdce. Jako podpůrný materiál sloužila kniha Skautskou stezkou od Václava Břicháčka. 

### Nová stezka
Tzv. nová stezka se používá od roku 2008. Stezka je motivovaná symbolickým rámcem a existuje v základní nebo fantasy variantě. Je dělena na části Nováček  (doba plnění cca 3 měsíce) a 4 stupně pojmenované dle živlů - Cesta země, vody, vzduchu a ohně, každý stupeň se plní asi jeden rok. Na novou stezku je navázána karetní hra Sacculus (hra).

### Revidovaná stezka
Revize nové stezky probíhala od roku 2016, před uvedením v roce 2019 se také několik let testovala . Oproti předchozí verzi se změnilo dělení, samostatně zůstal Nováček, a následně byly vždy dva živly spojené do jednoho stupně, tedy 1. stupeň - Cesta Země & Vody a 2. stupeň - Cesta Vzduchu & Ohně. Každý stupeň se plní přibližně dva roky (tak aby za jeden rok byla splněna půlka sešitu) a je možné si základní úkoly rozšířit.